# Kostis Gimossoulis
Kostis Gimossoulis (Atenas, 1960 – Atenas, 7 de agosto de 2023) foi um escritor grego.

## Obras

### Poesia
- Ο ξυλοκόπος πυρετός (The fever of the thief),1983
- Η Αγία Μελάνη (Fully ink), 1983
- Το στόμα κλέφτης (The thief mouth), 1986
- Επικίνδυνα παιδιά (Dangerous boys), 1992
- Αγάπη από ζήλια (Jealously returning to Love), anthology, 2004

### Prosa
- Μια νύχτα με την κόκκινη (One night with red woman), 1995
- Ανατολή (Anatoli), 1998
- Βρέχει φως (Rained Light), 2002

## Morte
Gimossoulis morreu no dia 7 de agosto de 2023, aos 63 anos.